# Sherif Abou el-Kheir
Ahmed Sherif Fouad Abou el-Kheir (in arabo احمد شريف فؤاد أبو الخير‎?; Alessandria d'Egitto, 22 giugno 1947 – Alessandria d'Egitto, 27 giugno 2021) è stato un cestista egiziano.
Era il figlio di Fouad el-Kheir.

## Carriera
Con l'Egitto ha disputato i Giochi olimpici di Monaco 1972 e i Campionati del mondo del 1970.